# Storla
Storla és una concentració de població designada pel cens dels Estats Units a l'estat de Dakota del Sud. Segons el cens del 2000 tenia 15 habitants.

## Demografia
Segons el cens del 2000, Storla tenia 15 habitants, 7 habitatges, i 4 famílies. La densitat de població era de 144,8 habitants per km².
Dels 7 habitatges en un 14,3% hi vivien nens de menys de 18 anys, en un 57,1% hi vivien parelles casades, en un 14,3% dones solteres, i en un 28,6% no eren unitats familiars. En el 28,6% dels habitatges hi vivien persones soles el 28,6% de les quals corresponia a persones de 65 anys o més que vivien soles. El nombre mitjà de persones vivint en cada habitatge era de 2,14 i el nombre mitjà de persones que vivien en cada família era de 2,6.
Per edats la població es repartia de la següent manera: un 20% tenia menys de 18 anys, un 0% entre 18 i 24, un 6,7% entre 25 i 44, un 20% de 45 a 60 i un 53,3% 65 anys o més.
L'edat mediana era de 76 anys. Per cada 100 dones de 18 o més anys hi havia 71,4 homes.
La renda mediana per habitatge era de 9.583 $ i la renda mediana per família de 15.625 $. Els homes tenien una renda mediana de 0 $ mentre que les dones 0 $. La renda per capita de la població era de 5.014 $. Entorn del 66,7% de les famílies i el 66,7% de la població estaven per davall del llindar de pobresa.

## Poblacions més properes
El següent diagrama mostra les poblacions més properes.